# Arecàcies
Les arecàcies (Arecaceae) formen una família de plantes monocotiledònies amb flor dins de l'ordre Arecales. Arecaceae també és coneguda com la família de les palmeres (Palmae).

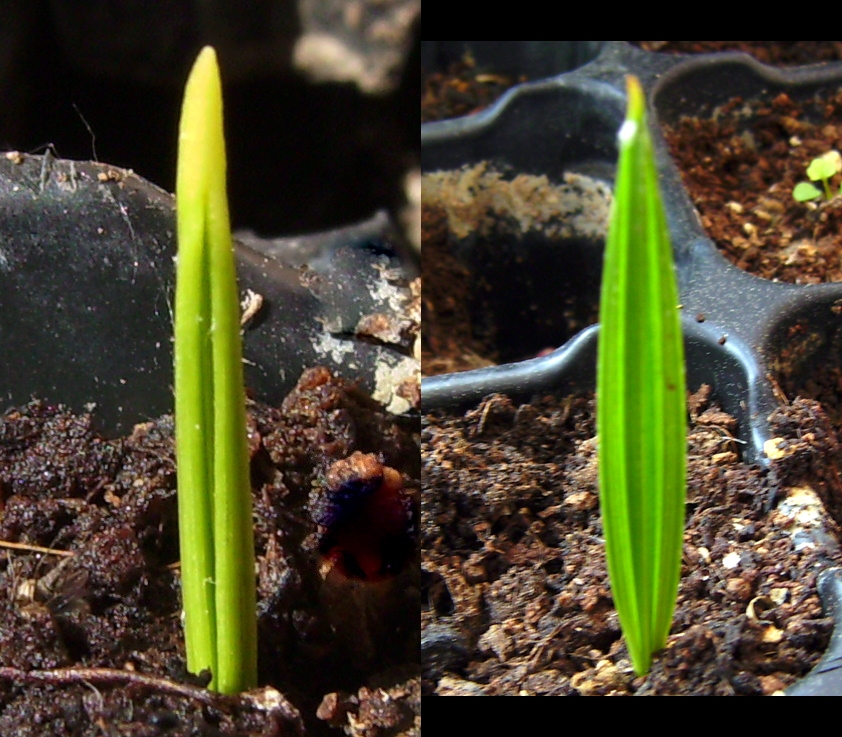
Evolució de l'únic cotiledó d'una palmera (un margalló) després de tres setmanes de la seva emergència

La seva distribució està restringida a zones amb clima subtropical o tropical. Als Països Catalans, l'única espècie autòctona de palmera és el margalló (Chamaerops humilis), que és també la palmera que arriba més al nord de tot el món (43º de latitud); però, conreades, n'hi prosperen moltes més espècies com la palmera datilera o la palmera de Canàries.
Són característiques de la majoria d'espècies de la família de les arecàcies els estípits o troncs de les palmeres sense branques i les fulles sempre verdes compostes, situades al capdamunt. Tenen una inflorescència amb flors menudes en panícula o en raïm. Els fruits són normalment una drupa amb una única llavor (per exemple, el dàtil).
La família té uns 202 gèneres amb prop de 2.600 espècies en total i és un grup monofilètic; és a dir, totes tenen un origen comú. La subfamília Arecoideae és la més gran subfamília amb 100 gèneres; Coryphoideae es troba molt diversificada, les espècies tenen fulles palmades. Calamoideae inclou gèneres que tenen la forma de liana; Nypoideae té un sol gènere i una única espècie Nypa fruticans, de tija amb branques. Les palmeres de la subfamília Ceroxyloideae tenen flors amb tres carpels units. Finalment, Phytelephantoideae és monoica, amb fruits amb diverses llavors cadascú.
Un lloc plantat de palmeres és un palmerar, palmar o millor hort de palmeres.

## La palmera en la cultura
La palmera es considera l'arbre de la vida en moltes cultures d'Orient Mitjà. La palmera datilera representa l'hospitalitat en els països àrabs.
La seva fulla és símbol de victòria, com el llorer, i per aquest motiu es va usar per rebre Jesús el Diumenge de Rams, tradició que perviu en la palma i el palmó que porten els nens en aquesta data. Aquesta victòria es va acabar assimilant al triomf de la fe sobre l'error o de l'ànima sobre la carn, significat que tenen les fulles de palma que apareixen en les representacions artístiques de molts màrtirs.

## Taxonomia
Segons National Center for Biotechnology Information (19 abr. 2010):
- Subfamília Arecoideae
  - tribu Areceae
    - subtribu Archontophoenicinae
      - gènere Actinokentia[6]
      - gènere Actinorhytis[7]
      - gènere Archontophoenix
      - gènere Chambeyronia
      - gènere Kentiopsis

    - subtribu Arecinae
      - gènere Areca
      - gènere Nenga[8]
      - gènere Pinanga[9]

    - subtribu Basseliniinae
      - gènere Alloschmidia
      - gènere Basselinia
      - gènere Burretiokentia
      - gènere Campecarpus
      - gènere Cyphophoenix
      - gènere Cyphosperma
      - gènere Physokentia
      - gènere Veillonia

    - subtribu Carpoxylinae
      - gènere Carpoxylon
      - gènere Neoveitchia
      - gènere Satakentia

    - subtribu Clinospermatinae
      - gènere Brongniartikentia
      - gènere Clinosperma
      - gènere Cyphokentia
      - gènere Lavoixia
      - gènere Moratia

    - subtribu Dypsidinae
      - gènere Dypsis
      - gènere Lemurophoenix
      - gènere Marojejya
      - gènere Masoala

    - subtribu Linospadicinae
      - gènere Calyptrocalyx
      - gènere Howea
      - gènere Laccospadix
      - gènere Linospadix

    - subtribu Oncospermatinae
      - gènere Acanthophoenix
      - gènere Deckenia
      - gènere Oncosperma
      - gènere Tectiphiala

    - subtribu Ptychospermatinae
      - gènere Adonidia
      - gènere Balaka
      - gènere Brassiophoenix
      - gènere Carpentaria
      - gènere Drymophloeus
      - gènere Normanbya
      - gènere Ponapea
      - gènere Ptychococcus
      - gènere Ptychosperma
      - gènere Solfia
      - gènere Veitchia
      - gènere Wodyetia

    - subtribu Rhopalostylidinae
      - gènere Hedyscepe
      - gènere Rhopalostylis

    - subtribu Verschaffeltiinae
      - gènere Nephrosperma
      - gènere Phoenicophorium
      - gènere Roscheria
      - gènere Verschaffeltia

    - Arecaeae incertae sedis
      - gènere Bentinckia
      - gènere Clinostigma
      - gènere Cyrtostachys
      - gènere Dictyosperma
      - gènere Dransfieldia
      - gènere Heterospathe
      - gènere Hydriastele
      - gènere Iguanura
      - gènere Lepidorrhachis
      - gènere Loxococcus
      - gènere Rhopaloblaste

  - tribu Chamaedoreeae
    - gènere Chamaedorea
    - gènere Gaussia
    - gènere Hyophorbe
    - gènere Synechanthus
    - gènere Wendlandiella

  - tribu Cocoseae
    - subtribu Attaleinae
      - gènere Allagoptera
      - gènere Attalea
      - gènere Beccariophoenix
      - gènere Butia
      - gènere Cocos
      - gènere Jubaea
      - gènere Jubaeopsis
      - gènere Lytocaryum
      - gènere Orbignya
      - gènere Parajubaea
      - gènere Polyandrococos
      - gènere Syagrus
      - gènere Voanioala

    - subtribu Bactridinae
      - gènere Acrocomia
      - gènere Aiphanes
      - gènere Astrocaryum
      - gènere Bactris
      - gènere Desmoncus
      - gènere Gastrococos

    - subtribu Elaeidinae
      - gènere Barcella
      - gènere Elaeis

  - tribu Euterpeae
    - gènere Euterpe
    - gènere Hyospathe
    - gènere Neonicholsonia
    - gènere Oenocarpus
    - gènere Prestoea

  - tribu Geonomateae
    - gènere Asterogyne
    - gènere Calyptrogyne
    - gènere Calyptronoma
    - gènere Geonoma
    - gènere Pholidostachys
    - gènere Welfia

  - tribu Iriarteeae
    - gènere Dictyocaryum
    - gènere Iriartea
    - gènere Iriartella
    - gènere Socratea
    - gènere Wettinia

  - tribu Leopoldinieae
    - gènere Leopoldinia

  - tribu Manicarieae
    - gènere Manicaria

  - tribu Oranieae
    - gènere Orania

  - tribu Pelagodoxeae
    - gènere Pelagodoxa
    - gènere Sommieria

  - tribu Podococceae
    - gènere Podococcus

  - tribu Reinhardtieae
    - gènere Reinhardtia

  - tribu Roystoneeae
    - gènere Roystonea

  - tribu Sclerospermeae
    - gènere Sclerosperma
- Subfamília Calamoideae
  - tribu Calameae
    - subtribu Calaminae
      - gènere Calamus
      - gènere Calospatha
      - gènere Ceratolobus
      - gènere Daemonorops
      - gènere Pogonotium
      - gènere Retispatha

    - subtribu Korthalsiinae
      - gènere Korthalsia

    - subtribu Metroxylinae
      - gènere Metroxylon

    - subtribu Pigafettinae[10]
      - gènere Pigafetta

    - subtribu Plectocomiinae
      - gènere Myrialepis
      - gènere Plectocomia
      - gènere Plectocomiopsis

    - subtribu Salaccinae
      - gènere Eleiodoxa
      - gènere Salacca

  - tribu Eugeissoneae
    - subtribu Eugeissoninae
      - gènere Eugeissona

  - tribu Lepidocaryeae
    - subtribu Ancistrophyllinae
      - gènere Eremospatha
      - gènere Laccosperma
      - gènere Oncocalamus

    - subtribu Mauritiinae
      - gènere Lepidocaryum
      - gènere Mauritia
      - gènere Mauritiella

    - subtribu Raphiinae
      - gènere Raphia
- Subfamília Ceroxyloideae
  - tribu Ceroxyleae
    - gènere Ceroxylon
    - gènere Juania
    - gènere Oraniopsis
    - gènere Ravenea

  - tribu Cyclospatheae
    - gènere Pseudophoenix

  - tribu Phytelepheae
    - gènere Ammandra
    - gènere Aphandra
    - gènere Phytelephas
- Subfamília Coryphoideae
  - tribu Borasseae
    - subtribu Hyphaeninae
      - gènere Bismarckia
      - gènere Hyphaene, per exemple l'espècie Hyphaene thebaica
      - gènere Medemia
      - gènere Satranala

    - subtribu Lataniinae
      - gènere Borassodendron
      - gènere Borassus
      - gènere Latania
      - gènere Lodoicea

  - tribu Caryoteae
    - gènere Arenga
    - gènere Caryota
    - gènere Wallichia

  - tribu Chuniophoeniceae
    - gènere Chuniophoenix
    - gènere Kerriodoxa
    - gènere Nannorrhops
    - gènere Tahina

  - tribu Corypheae
    - gènere Corypha

  - tribu Cryosophileae
    - gènere Chelyocarpus
    - gènere Coccothrinax
    - gènere Cryosophila
    - gènere Hemithrinax
    - gènere Itaya
    - gènere Schippia
    - gènere Thrinax
    - gènere Trithrinax
    - gènere Zombia

  - tribu Livistoneae
    - subtribu Livistoninae
      - gènere Johannesteijsmannia
      - gènere Licuala
      - gènere Livistona
      - gènere Pholidocarpus
      - gènere Pritchardiopsis

    - subtribu Rhapidineae
      - gènere Chamaerops
      - gènere Guihaia
      - gènere Maxburretia
      - gènere Rhapidophyllum
      - gènere Rhapis
      - gènere Trachycarpus

    - Livistoneae incertae sedis
      - gènere Acoelorraphe
      - gènere Brahea
      - gènere Colpothrinax
      - gènere Copernicia
      - gènere Pritchardia
      - gènere Serenoa
      - gènere Washingtonia

  - tribu Phoeniceae
    - gènere Phoenix

  - tribu Sabaleae
    - gènere Sabal
- Subfamília Nypoideae
  - gènere Nypa

### Alguns gèneres destacats
- Areca
  - Palmera d'areca (Areca catechu),
- Bactris
- Borassus
- Calamus 
  - Rotang (Calamus rotang)
- Chamaerops
  - Margalló (Chamaerops humilis)
- Cocos
  - Cocoter (Cocos nucifera)
- Copernicia
  - Cera de Carnauba
- Elaeis
- Palmera d'oli de copra
- Euterpe (gènere)
- Jubaea
  - Palmera de Xile
- Metroxylon
- Phoenix

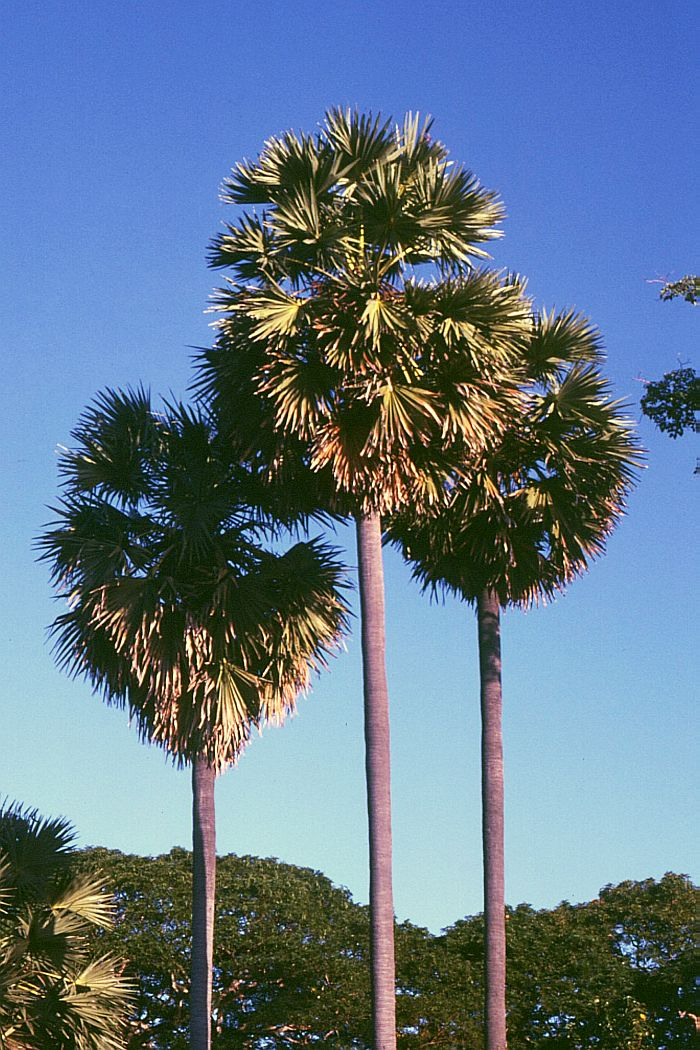
Palmera de Palmira o palmera de sucre (Borassus flabellifer)

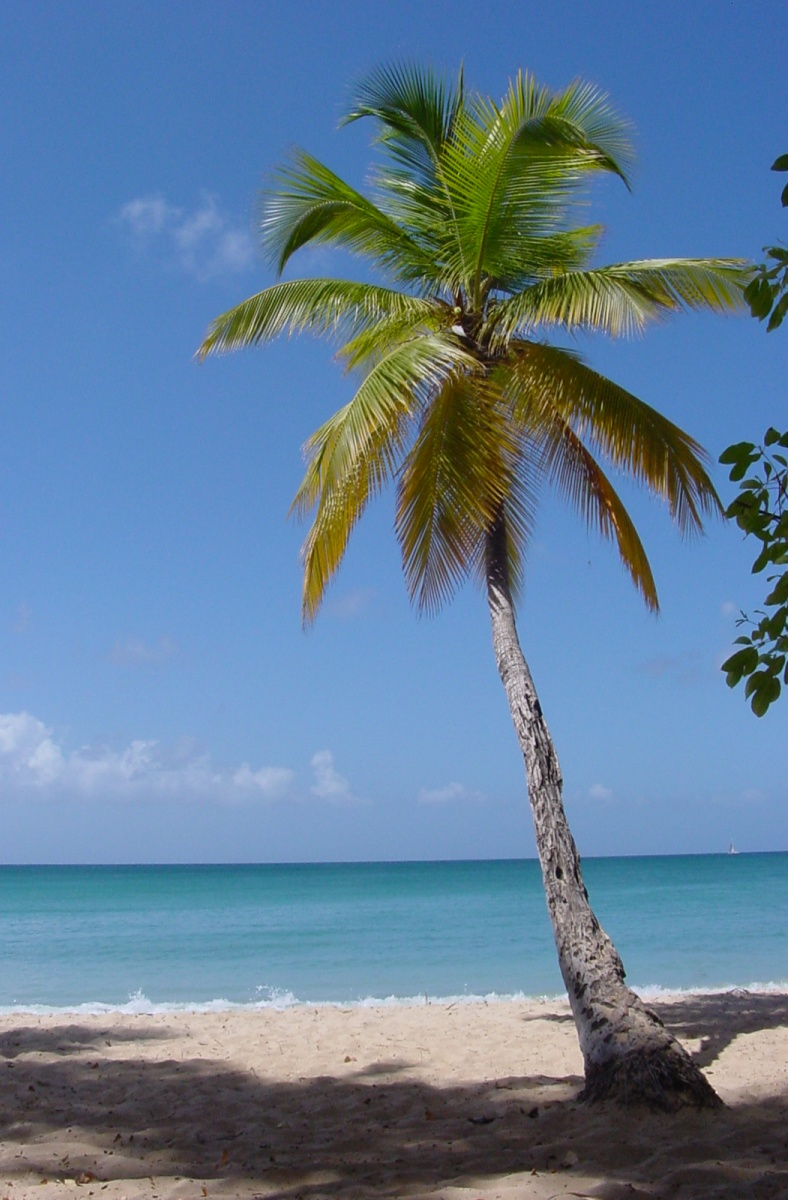
Cocoter

  - Palmera datilera (Phoenix dactylifera)
  - Palmera de Canàries
- Raphia
  - Ràfia (Raphia farinifera).[11]
- Roystonea
- Sabal
- Salacca[12]
- Trachycarpus – Trachycarpus fortunei, Trachycarpus takil
- Washingtonia[13]

## Galeria

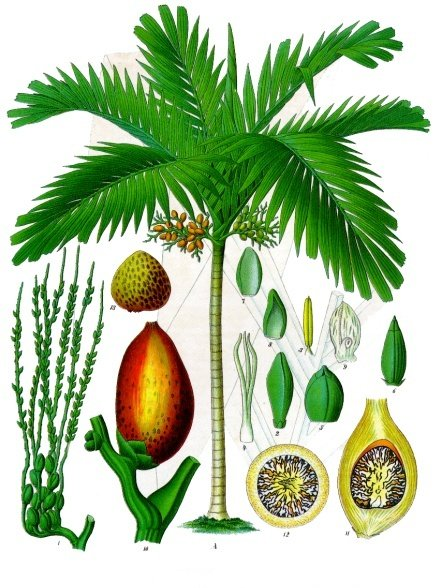
Areca catechu
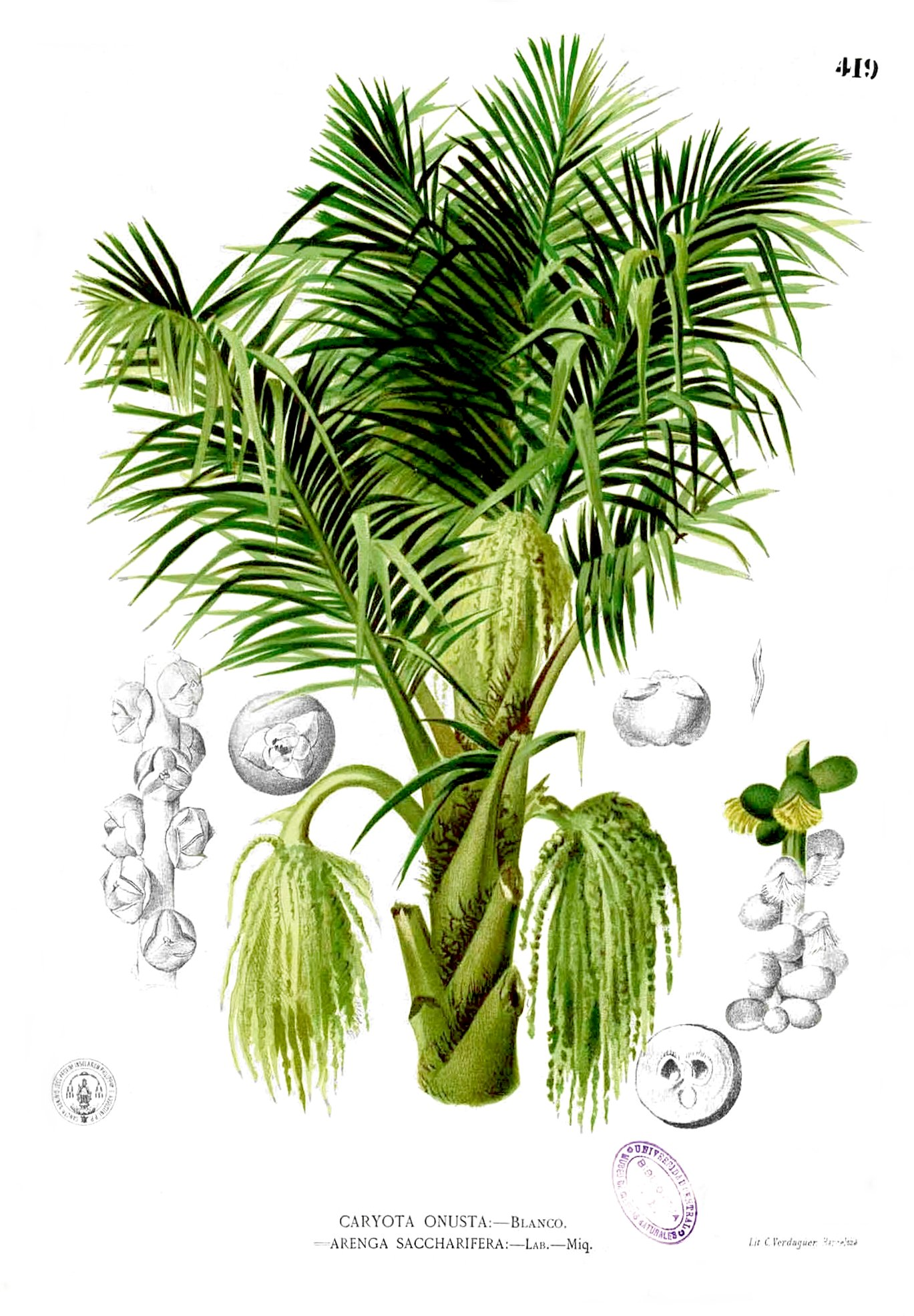
Arenga pinnata
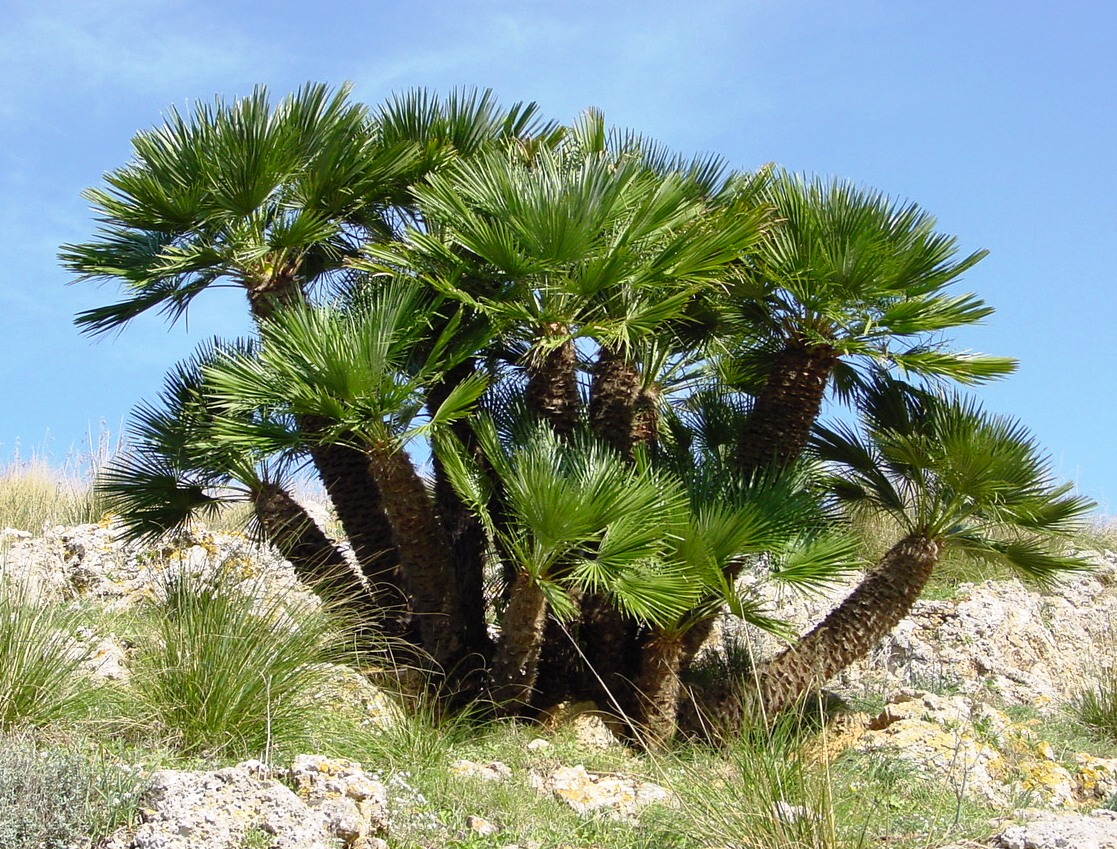
Chamaerops humilis
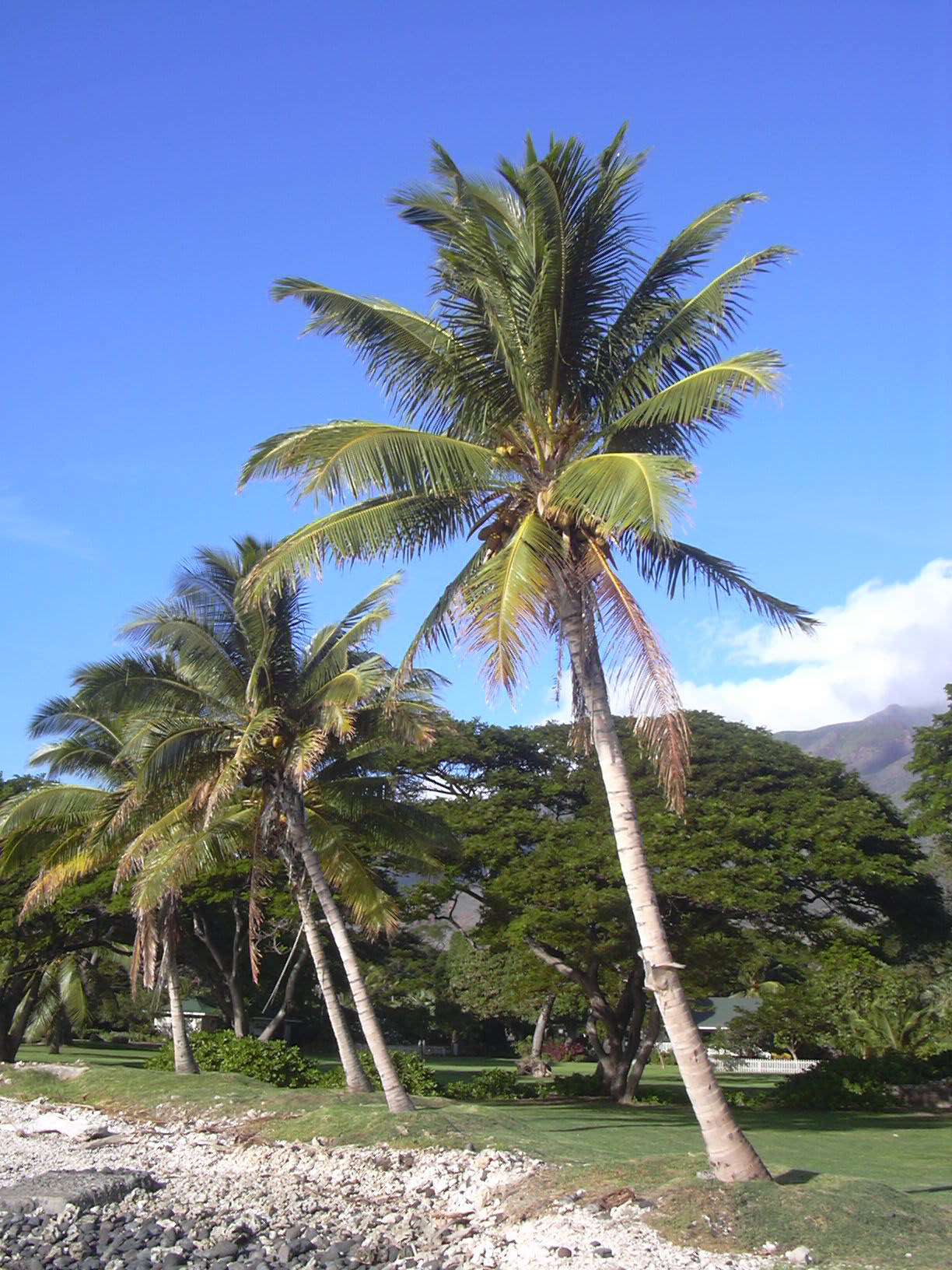
Cocos nucifera
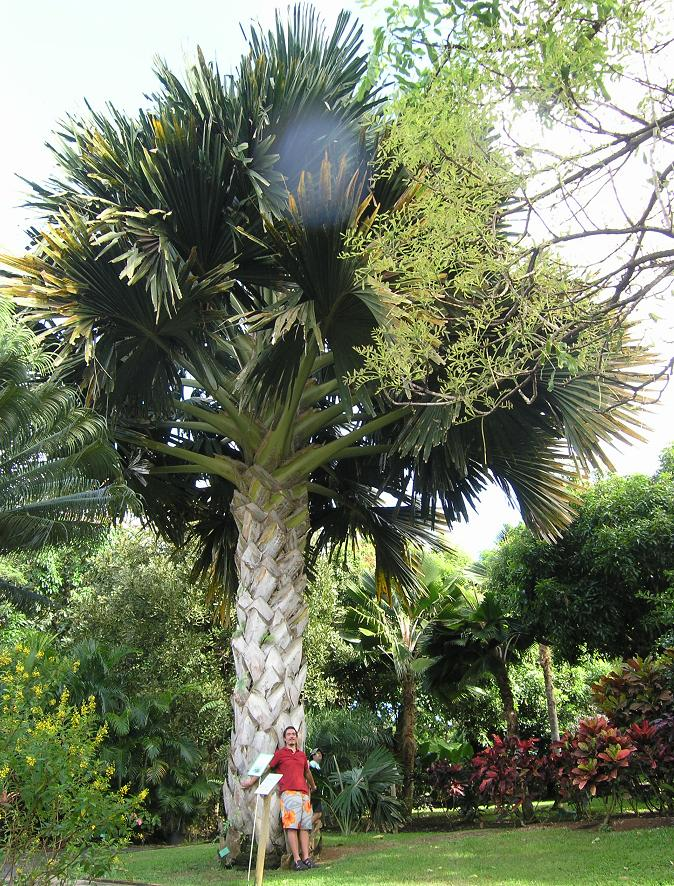
Corypha umbraculifera
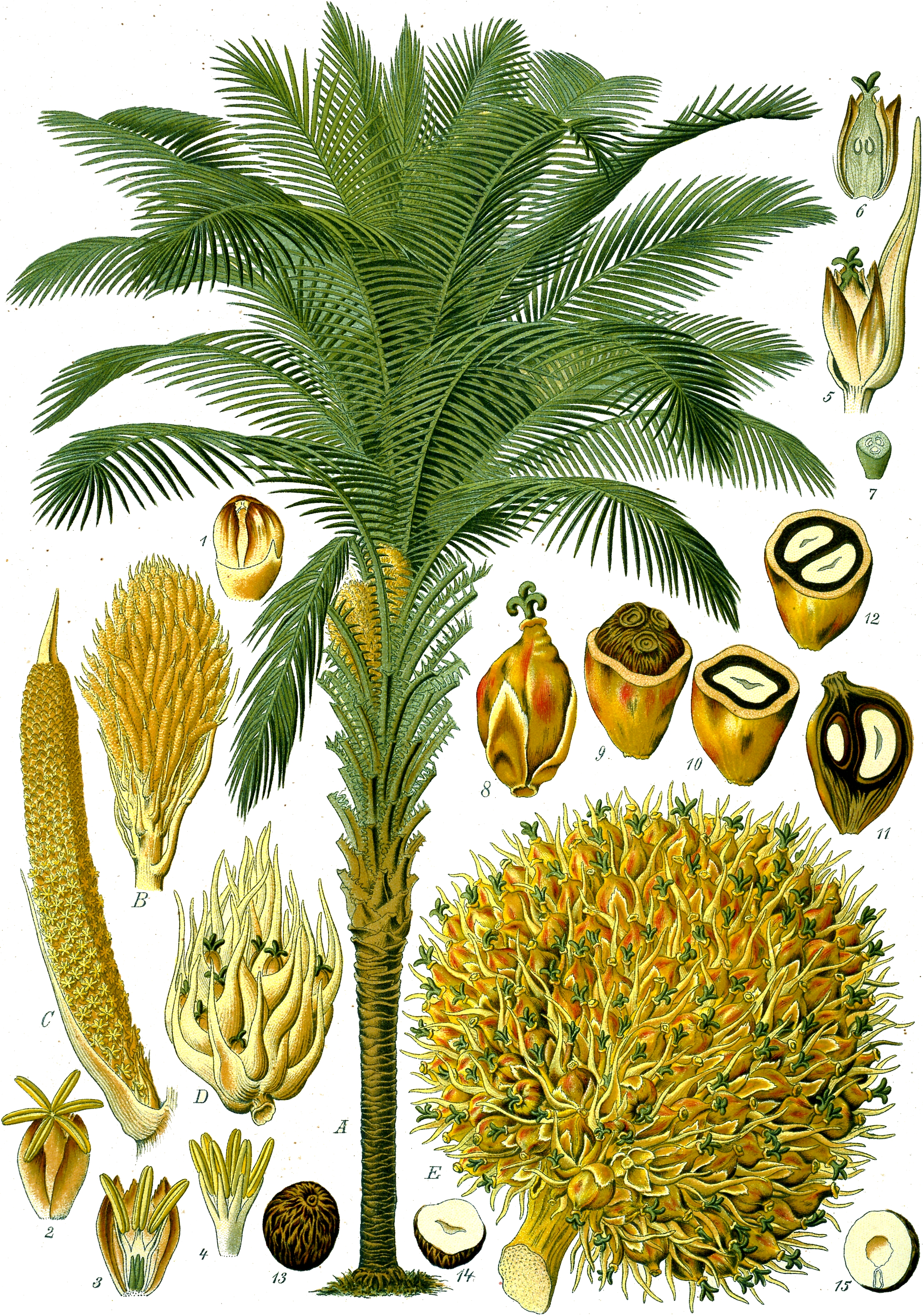
Elaeis guineensis
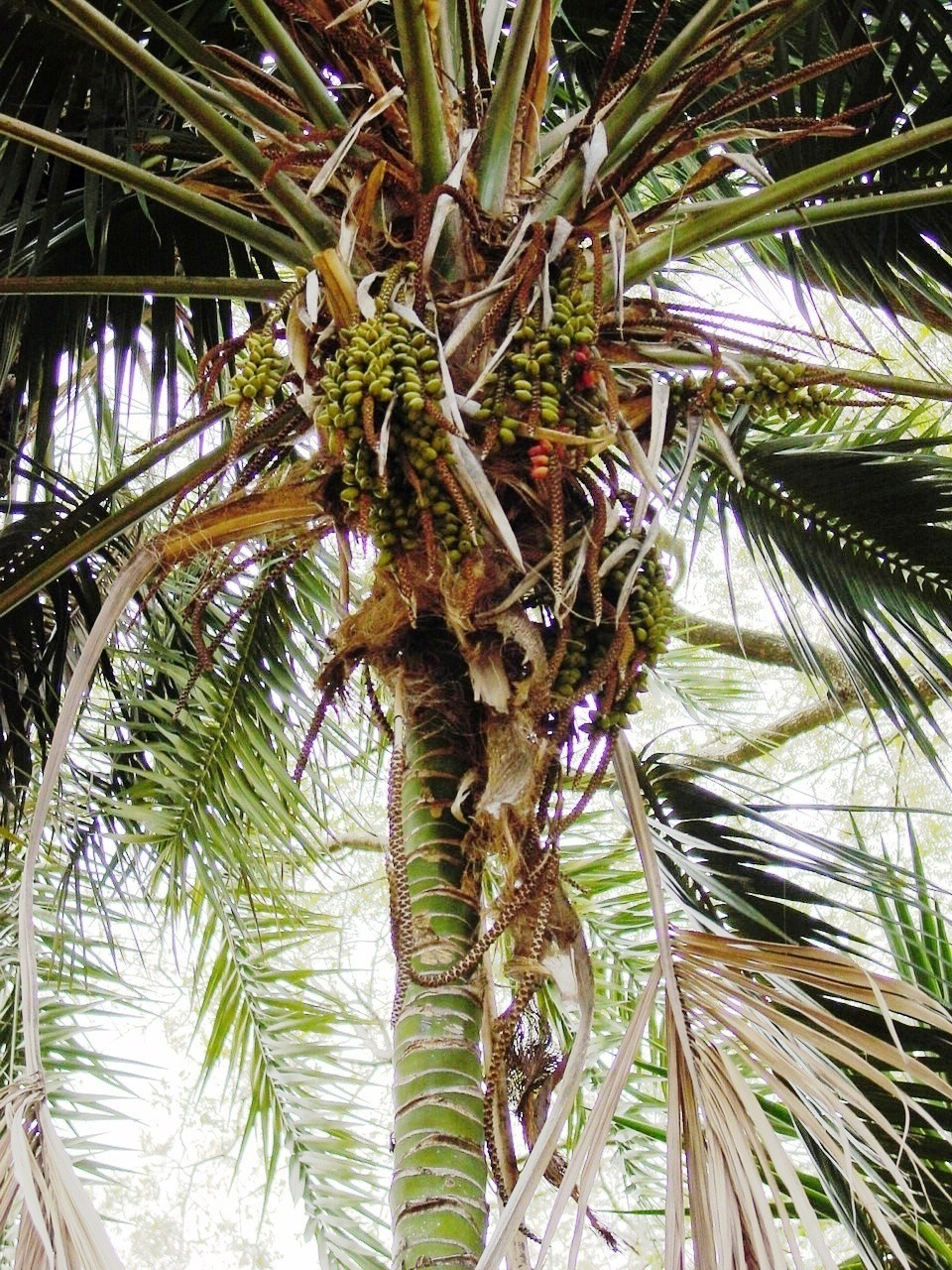
Howea forsteriana
Livistona chinensis
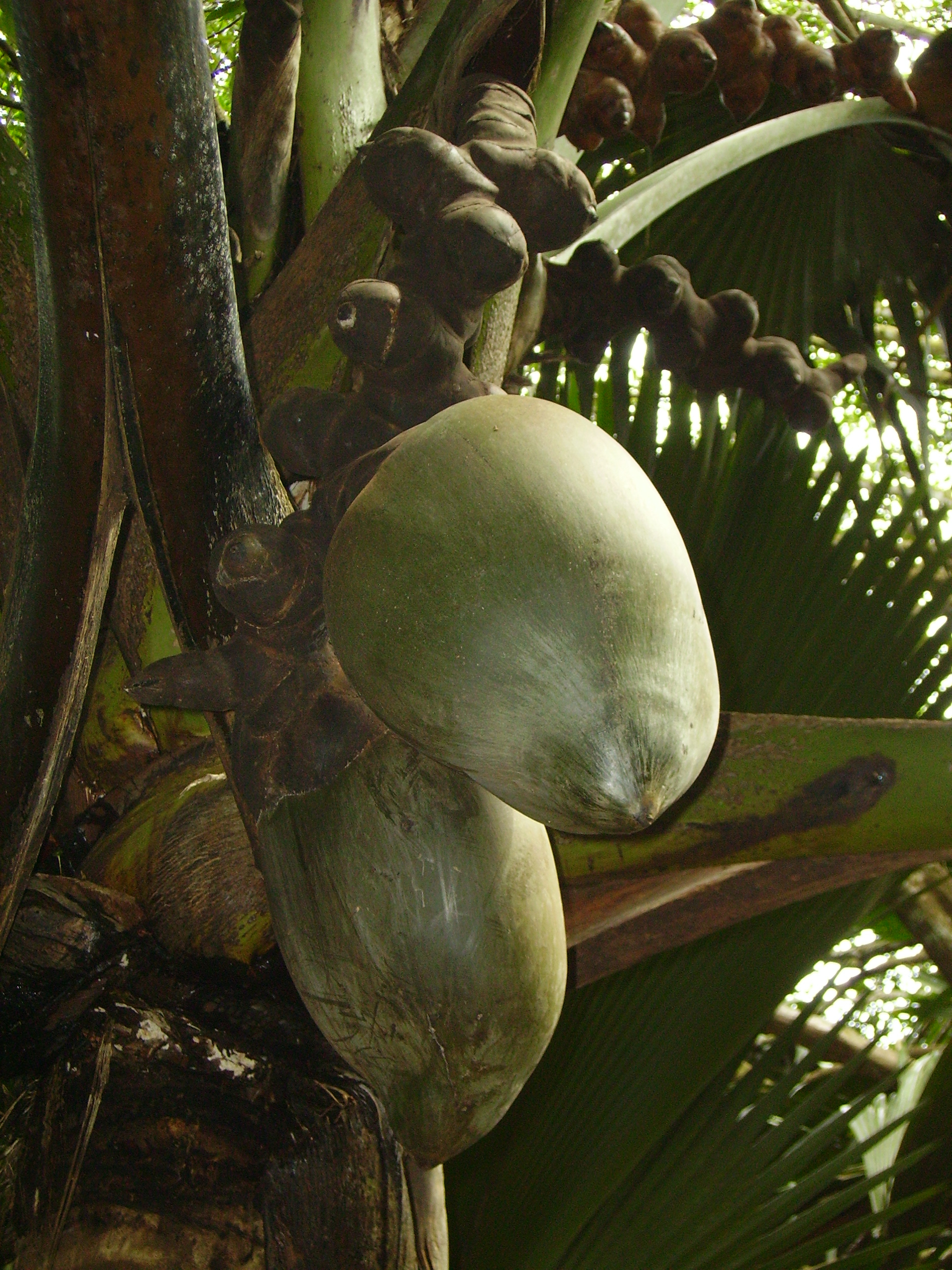
Lodoicea maldivica
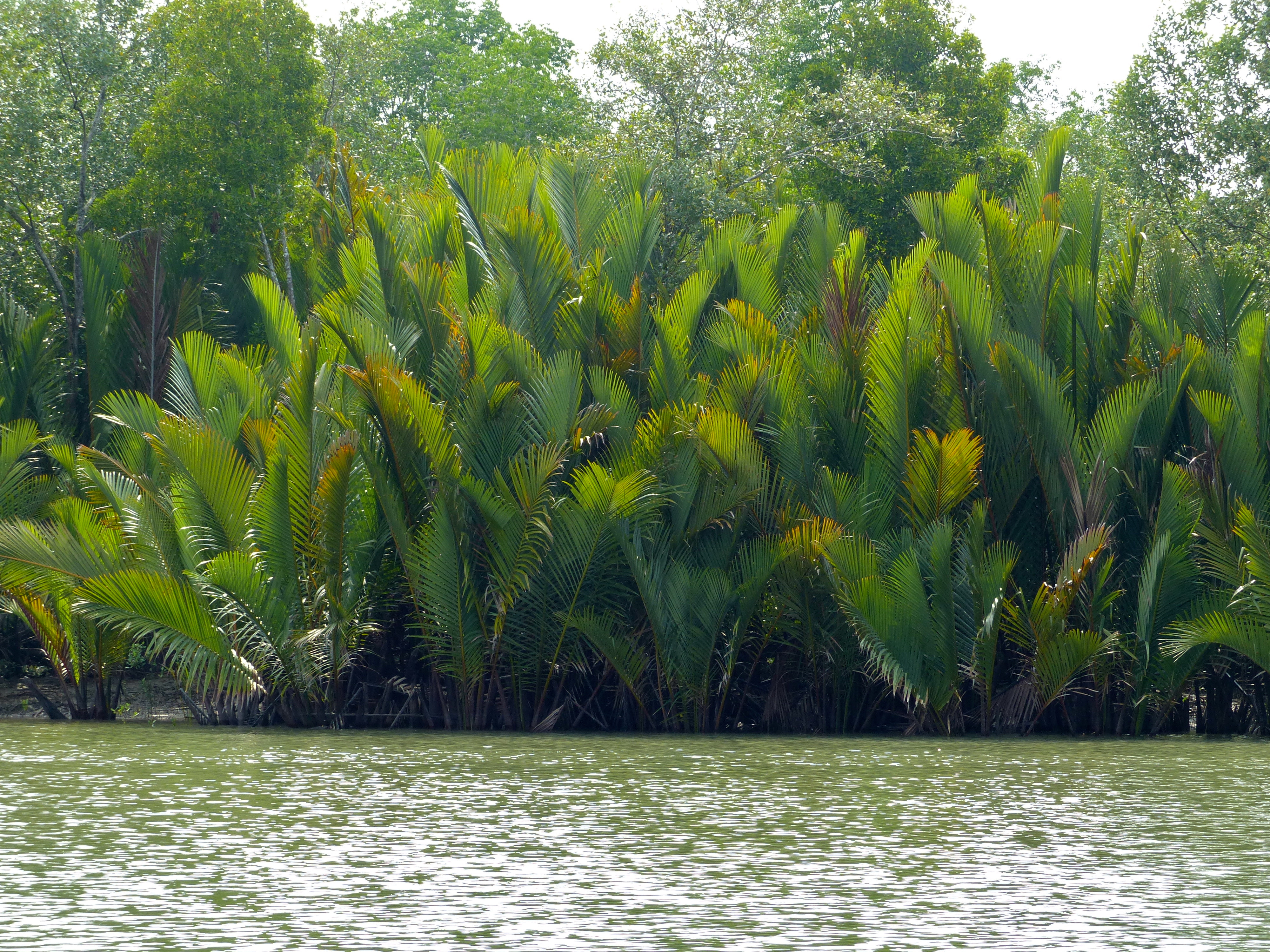
Nypa fruticans
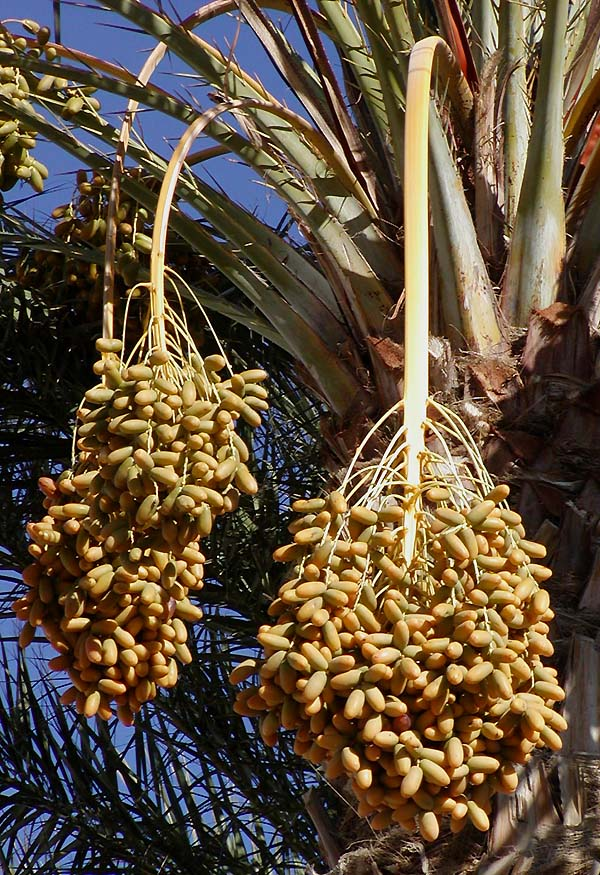
Phoenix dactylifera
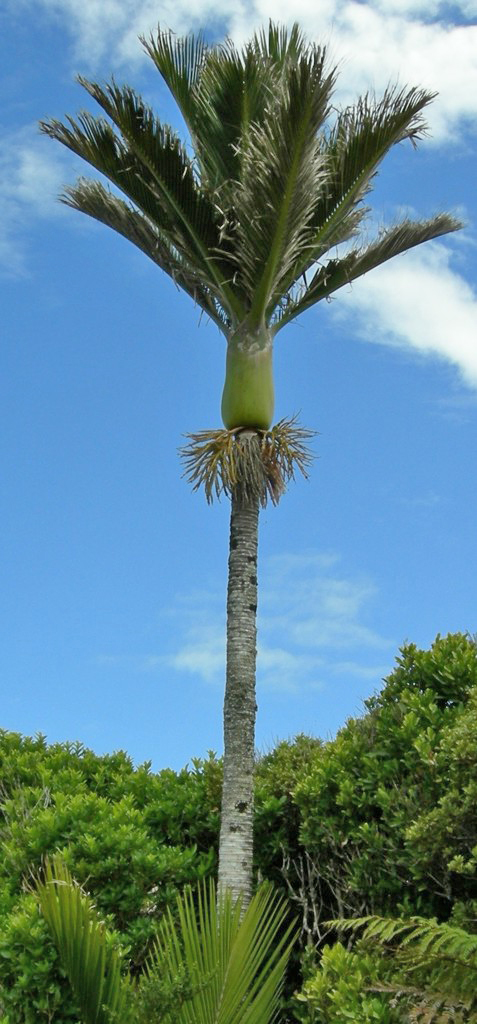
Rhopalostylis sapida
Rhapis excelsa
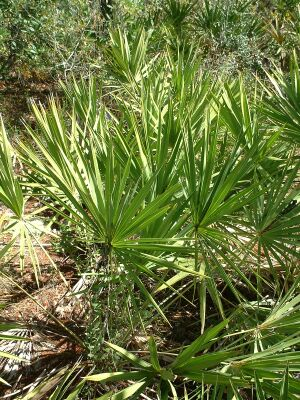
Serenoa repens
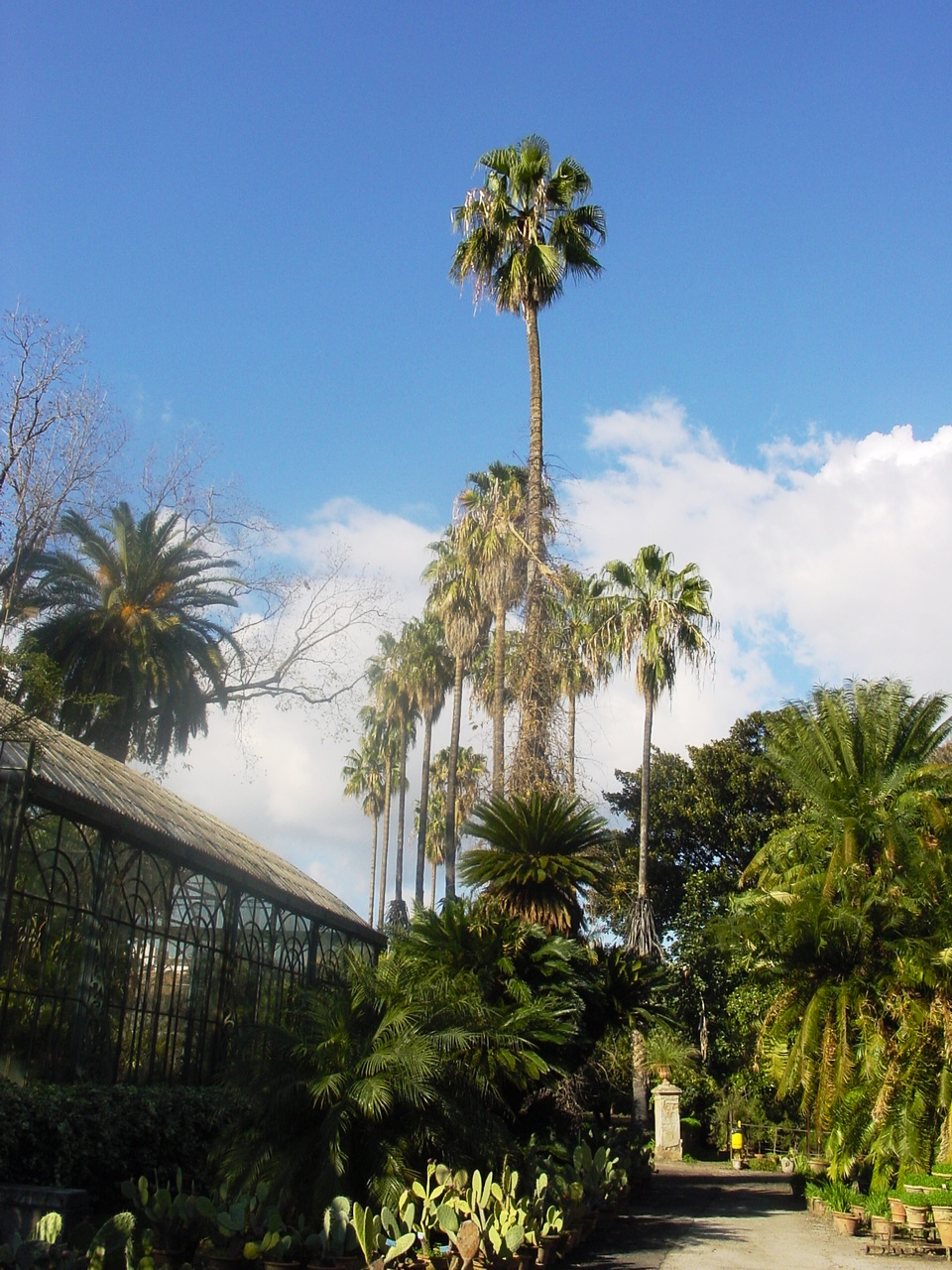
Washingtonia filifera